# Santa Ana Zegache
Santa Ana Zegache è un comune del Messico, situato nello stato di Oaxaca.